# Madya Venkatapura, Koratagere
Madya Venkatapura là một làng thuộc tehsil Koratagere, huyện Tumkur, bang Karnataka, Ấn Độ.